# ヤシャゼンマイ
ヤシャゼンマイ（学名: Osmunda lancea）はゼンマイ科のシダ植物。ゼンマイによく似ていてやや小さく、葉が細い。渓流沿い植物である。

## 特徴
夏緑性の草本で中型のシダ植物。全体にゼンマイに似るが、やや小柄である。根茎は直立するか斜めに立ち、複数の葉を束に生じる。
葉には明らかな2形がある。栄養葉は二回羽状複葉で長さ20 - 45センチメートル (cm) 、幅15 - 30 cm、卵状楕円形で葉質はやや厚い。最下の羽片は最大にはなっておらず、羽片や小羽片は主軸や羽軸に対して約50度の角度でついており、つまり全体に斜め上向きになっている。小羽片は狭披針形をしており、長さ3 - 6 cm、幅7 - 10ミリメートル (mm) 、時に13 mmまで、先端は尖った形となっており、基部側も尖った形に狭まり、また左右対称の形を取る。基部には短い柄が区別できることがある。葉脈は先で癒合することがなく、主脈に対して約35度の角度を取る。胞子葉はやはり二回羽状複葉だが小羽片は線形で幅2 - 4 mmで胞子嚢を密集して付ける。胞子葉は4月ごろに出て、胞子を放出するとすぐに枯死する。
和名の意味は「やしゃ」のゼンマイであるが、「やしゃ」については小羽片が細いことから「痩せ」から変化したという説、優しいという意味で「やさ」に由来するという説、ゼンマイの玄孫（やしゃご）という意味だとする説などがある由。

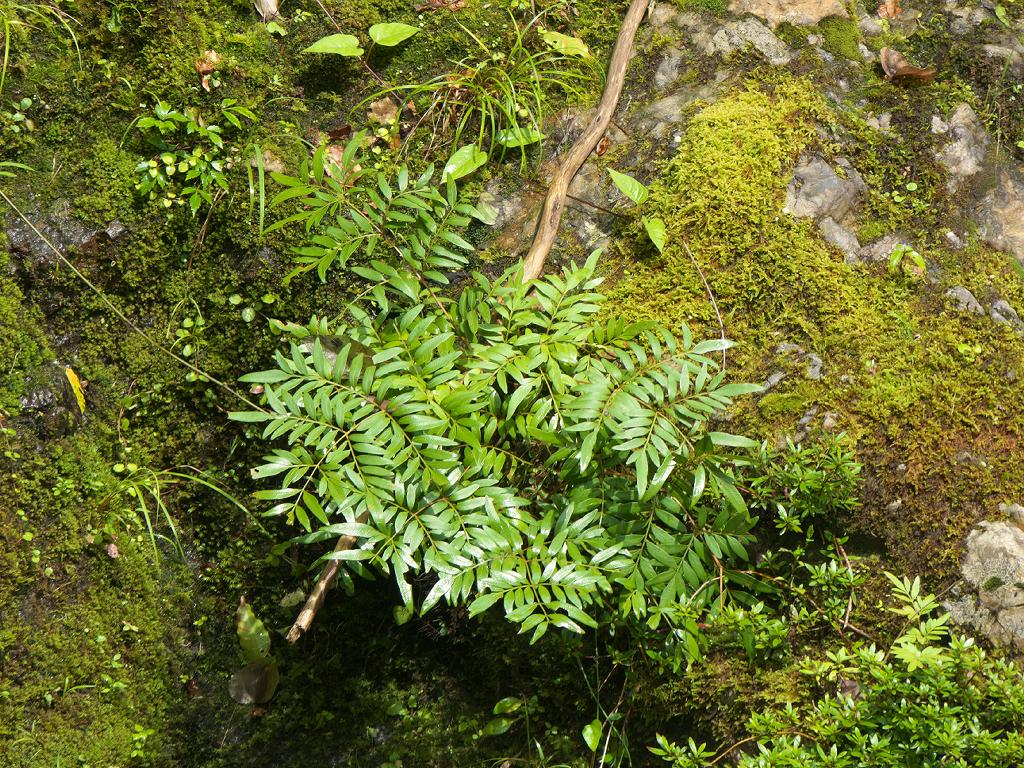
岩の上の株の様子
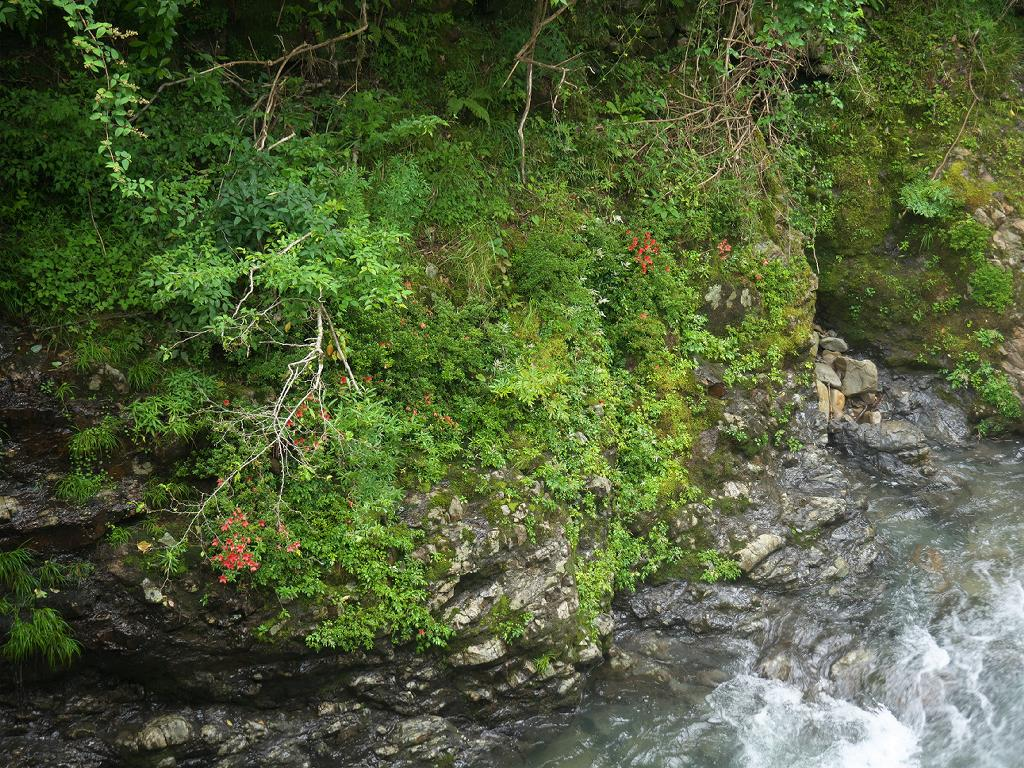
生育地の様子 前の写真の株が右端に見える

## 生育環境
渓流沿いの岩の上に生える。
いわゆる渓流沿い植物であり、増水の際には冠水して流れに曝される場所に生育するものである。本種はゼンマイから派生したものと思われ、ゼンマイに比べて小型であること、羽片や小羽片がゼンマイではほぼ開出、つまりより大きい角度でついているのに対して本種では開出せず斜上する形であること、小羽片の幅が狭いこと、その基部がゼンマイでは幅広くなっているのに対して本種では尖っているように幅狭くなっていることなどもこのような環境に対する適応と見ることが出来る。

## 分布
北海道の日高地方（及び胆振地方）、本州、四国、九州に産し、日本固有種である。基準産地は箱根。

## 分類
形態的にゼンマイ（学名: Osmunda japonica）によく似ており、系統的にも近いとされており、日本産の本属のものではこの2種のみをゼンマイ亜属Subgen. Osmunda とする。本種は日本においてゼンマイを元に渓流環境に適応して分化した種と考えられる。
両者の雑種がよく見られ、オオバヤシャゼンマイ（学名: Osmunda × intermedia）という。これについては後述する。他にオクノヤシャゼンマイ var. takamiana Hiyama が記録されており、これは本種の小羽片の先端があまり尖っていないものであるが、このオオバヤシャゼンマイの誤認である可能性を海老原(2016)は指摘している。

## 保護の状況
環境省のレッドデータブックでは指定はないが、都道府県別では各地に指定があり、内容は以下のようである。
- 絶滅：石川県
- 絶滅危惧I類：秋田県・新潟県・東京都・福井県・鳥取県・香川県・熊本県
- 絶滅危惧II類：埼玉県・富山県・兵庫県・島根県・山口県
- 準絶滅危惧：北海道・宮城県・茨城県・京都府・岡山県・宮崎県

問題点としては生育環境が限定されていること、近年増加傾向の水害などによる生育地の破損、園芸用の採取圧があることなどがあげられている。
また人工繁殖そのものは難しくないが、生育地が常に水流に曝される環境であることから生育地に戻すことが困難であることも記されている。
なお、後述のオオバヤシャゼンマイも県別で香川県で絶滅危惧I類、秋田県でその他の指定を受けている。生育状況としてはヤシャゼンマイとほぼ共通と思われ、個別に扱っていない自治体が多いのではないかと思われる。

## オオバヤシャゼンマイ

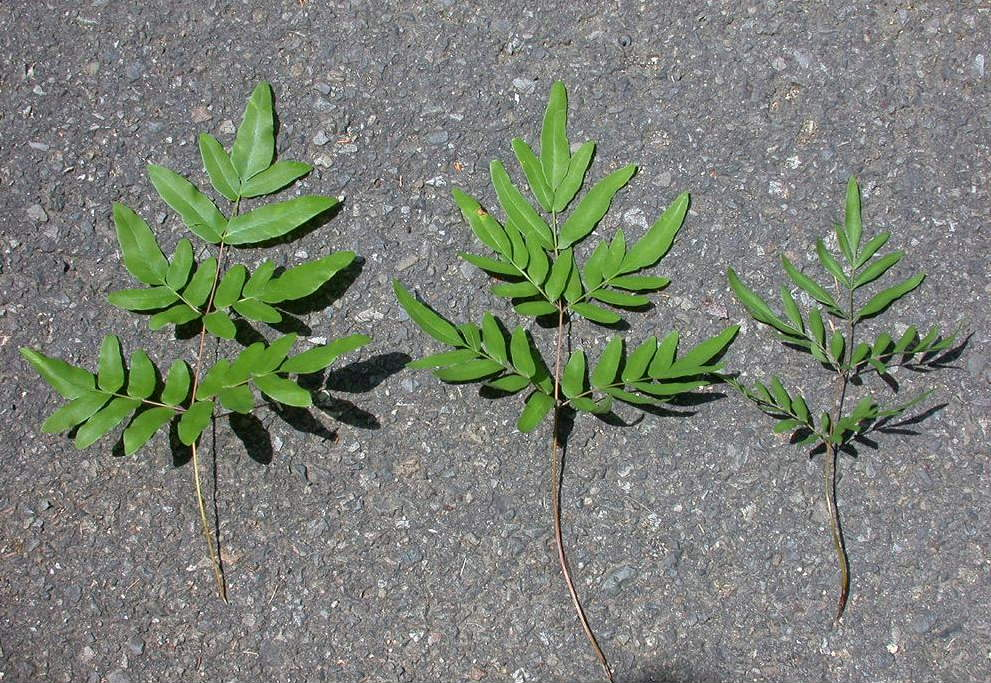
左からゼンマイ、オオバヤシャゼンマイ、ヤシャゼンマイ

栄養葉はゼンマイとヤシャゼンマイの中間的な形質を示す。栄養葉は広卵状長楕円形で長さ30 - 45 cm、幅20 - 35 cm、小羽片は広披針形から長楕円状披針形で幅13 - 17 mm、柄はなく、先端は尖り、基部は左右不対称で先端側は丸く広がり、基部側はくさび形になる。胞子葉は滅多に出ることがなく、出た場合も異常型であり、また胞子は完熟しない場合が多い。
区別点としては母種であるゼンマイでは小羽片の基部がほぼ真っ直ぐに切れた形であるのに対してくさび形など基部に向かって狭まる形であること、ヤシャゼンマイとは小羽片の基部がくさび形ではある点では共通するが、ヤシャゼンマイではほぼ左右対称であるのに対してこの種では不対称で先端側が幅広くなっている点で区別できる。
しばしば小羽片の先端が早い時期から褐色に変化して奇形的にくぼむものが見られる。
種間雑種で基本的には不稔性であるが、まれに雑種第2代が形成され、両親との戻し交配も可能であり、この雑種の形態の変異幅が大きくなる原因の一つと考えられている。
和名はヤシャゼンマイに似て小羽片が大きいことによる。
分布は北海道から九州までで、日本国外からは報告がない。
ヤシャゼンマイの見られるところでは大抵は発見できる。ただし北限でもある北海道野幌や伊豆諸島の神津島など、近くにヤシャゼンマイが確認できていない産地がある。
種間雑種には稔性がないのが普通ではあるが、本種の場合には完全に不稔ではなく、雑種第2代が形成されることが知られており、両親種との戻し交雑も可能となっている。本種の形態の変異幅は大きく、これがその原因となっている可能性がある。